# Leptolaena pauciflora
Leptolaena pauciflora – gatunek roślin z rodziny Sarcolaenaceae. Występującego naturalnie na terenie prawie całego Madagaskaru.
Występuje na obszarze 199 029 km². Naturalnym siedliskiem są średniej i niskiej wysokości lasy oraz lasy przybrzeżne.
Według Czerwonej Księgi jest gatunkiem zagrożonym. Gatunek ten ma bardzo duży zasięg występowania i spotykany jest w bardzo dużej liczbie miejsc. Jednakże selektywna eksploatacja tego gatunku w budownictwie (ze względu na bardzo dobre cech drewna) jest poważnym zagrożeniem i może doprowadzić do zmniejszenia populacji w przyszłości o 50-80%.
Korzenie tego gatunku wykorzystywane są do produkcji maseczek. Kora używana jest do produkcji napojów alkoholowych, natomiast owoce są jadalne. Bywają także używane jako opał.